# Udylitisering
Udylitisering, eller udyliteprocessen, är en elektrolytisk metod för rostskyddsbehandling av järn och stål genom att tillsätta ett tunt lager av kadmium. Metoden uppfanns år 1919 av amerikanska kemiingenjören Marvin J Udy (engelska: Marvin J Udy). Udylitisering ansågs vara tidens bästa galvaniska process för skydd mot korrosion.